# Prix Yomiuri
Le prix Yomiuri (読売文学賞, Yomiuri Bungaku Shō) est un prix littéraire japonais décerné depuis 1949 par le journal Yomiuri Shinbun. Créé après la défaite de la Seconde Guerre mondiale, le prix était conçu pour donner un nouvel élan à la littérature japonaise et créer une « nation culturelle ». Décerné une fois par an, le prix reconnaît les œuvres qui ont été publiées dans l'année précédant la cérémonie. Les gagnants sont choisis par un comité de sélection et reçoivent une pierre à encre symbolique et une somme de deux millions de yens.

## Catégories
Les deux premières années, les récompenses allaient à quatre catégories : romans et pièces de théâtre, poésie, critique littéraire et études universitaires. En 1950, les romans et les pièces ont été séparés pour créer une cinquième catégorie. Une réorganisation du prix en 1967 a entraîné la création d'une sixième catégorie, les récits de voyage.
1. Fiction,
2. Théâtre/Scénario (cette dernière récompense depuis la 46e cérémonie),
3. Critique/Biographie,
4. Poésie/Haïku,
5. Recherches universitaires/Traductions,
6. Essais/Récits de voyage (depuis la 19e remise du prix).

## Liste des lauréats

### Roman
| Année | Lauréat             | Titre récompensé                                                             | Traduction française                   |
| ----- | ------------------- | ---------------------------------------------------------------------------- | -------------------------------------- |
| 1949  | Masuji Ibuse        | Honjitsu kyūshin (本日休診)                                                  |                                        |
| 1950  | Kōji Uno            | Omoigawa (思ひ川)                                                            |                                        |
| 1951  | Shōhei Ōoka         | Nobi (野火)                                                                  | Les Feux                               |
| 1952  | Hiroyuki Agawa      | Haru no shiro (春の城)                                                       |                                        |
| 1953  | non décerné         |                                                                              |                                        |
| 1954  | Haruo Satō          | Akiko mandara (晶子曼陀羅)                                                   |                                        |
| 1955  | Ton Satomi          | Koigokoro (恋ごころ)                                                         |                                        |
|       | Aya Kōda            | Kuroi suso (黒い裾)                                                          |                                        |
| 1956  | Mishima Yukio       | Kinkakuji (金閣寺)                                                           | Le Pavillon d'or                       |
|       | Mantarō Kubota      | San no tori (三の酉)                                                         |                                        |
| 1957  | Saisei Murō         | Anzukko (杏っ子)                                                             |                                        |
|       | Yaeko Nogami        | Meiro (迷路)                                                                 |                                        |
| 1958  | non décerné         |                                                                              |                                        |
| 1959  | Hakuchō Masamune    | Kotoshi no aki (今年の秋)                                                    |                                        |
|       | Shigeharu Nakano    | Nashi no hana (梨の花)                                                       |                                        |
| 1960  | Shigeru Tonomura    | Miotsukushi (澪標)                                                           |                                        |
| 1961  | non décerné         |                                                                              |                                        |
| 1962  | Abe Kōbō            | Suna no onna (砂の女)                                                        | La Femme des sables                    |
| 1963  | Inoue Yasushi       | Fūtō (風濤)                                                                  | Vent et Vagues                         |
| 1964  | Akatsuki Kambayashi | Shiroi yakatabune (白い屋形船)                                               |                                        |
| 1965  | Shōno Junzō         | Tabe no kumo (夕べの雲)                                                      |                                        |
| 1966  | Fumio Niwa          | Ichiro (一路)                                                                |                                        |
| 1967  | Kiku Amino          | Ichigo-ichie (一期一会)                                                      |                                        |
| 1968  | Taeko Kōno          | Fui no koe (不意の声)                                                        | Une voix soudaine                      |
|       | Kōsaku Takii        | Yashu (野趣)                                                                 |                                        |
| 1969  | Haruto Kō           | Ichijō no hikari (一條の光)                                                  |                                        |
|       | Tan Onuma           | Kaichūdokei (懐中時計)                                                       |                                        |
| 1970  | Ken'ichi Yoshida    | Gareki no naka (瓦礫の中)                                                    |                                        |
| 1971  | non décerné         |                                                                              |                                        |
| 1972  | Tatsuo Nagai        | Cochabamba-yuki (コチャバンバ行き)                                           |                                        |
| 1973  | Tsuneko Nakazato    | Utamakura (歌枕)                                                             |                                        |
|       | Shōtarō Yasuoka     | Hashire tomahōku (Hashire tomahawk) (走れトマホーク)                         |                                        |
| 1974  | Yoshie Wada         | Tsugiki no dai (接木の台)                                                    |                                        |
| 1975  | Kazuo Dan           | Kataku no hito (火宅の人)                                                    |                                        |
|       | Junnosuke Yoshiyuki | Kaban no nakami (鞄の中身) *Prix Posthume                                    |                                        |
| 1976  | Yoshinori Yagi      | Kazamatsuri (風祭)                                                           |                                        |
| 1977  | Shimao Toshio       | Shi no toge (死の棘)                                                         |                                        |
| 1978  | Fujio Noguchi       | Kakute arikeri (かくてありけり)                                              |                                        |
| 1979  | Toshimasa Shimamura | Myōkō no aki (妙高の秋)                                                      |                                        |
| 1980  | non décerné         |                                                                              |                                        |
| 1981  | Hisashi Inoue       | Kirikirijin (吉里吉里人)                                                     |                                        |
|       | Ryōtarō Shiba       | Hitobito no ashioto (ひとびとの跫音)                                         |                                        |
| 1982  | Kenzaburō Ōe        | "Ame no ki" o kiku onna-tachi (「雨の木」を聴く女たち)                       | Un "arbre à pluie" intelligent         |
| 1983  | non décerné         |                                                                              |                                        |
| 1984  | Akira Yoshimura     | Hagoku (破獄)                                                                |                                        |
| 1985  | Takako Takahashi    | Ikari no ko (怒りの子)                                                       |                                        |
|       | Hideo Takubo        | Kaizu (海図)                                                                 |                                        |
| 1986  | Yūko Tsushima       | Yoru no hikari ni owarete (夜の光に追われて)                                 | Poursuivie par la lumière de la nuit   |
| 1987  | Tatsuhiko Shibusawa | Takaoka Shinnō kōkaiki (高丘親王航海記) *Prix Posthume                       |                                        |
| 1988  | Takehiro Irokawa    | Kyōjin nikki (狂人日記)                                                      |                                        |
| 1989  | Yūichi Takai        | Yoru no ari (夜の蟻)                                                         |                                        |
|       | Yoshikichi Furui    | Kari ōjōden shibun (仮往生伝試文)                                            |                                        |
| 1990  | Toshio Moriuchi     | Hyōga ga kuru made ni (氷河が来るまでに)                                     |                                        |
| 1991  | Hiroshi Sakagami    | Yasashii teihakuchi (しい碇泊地)                                             |                                        |
|       | Sō Aono             | Haha yo (母よ)                                                               |                                        |
| 1992  | Eisuke Nakazono     | Peking hanten kyūkan nite (北京飯店旧館にて)                                 |                                        |
| 1993  | non décerné         |                                                                              |                                        |
| 1994  | Momoko Ishii        | Maboroshi no akai mi (幻の朱い実)                                            |                                        |
|       | Kuroi Senji         | Kāten kōru (カーテンコール)                                                  |                                        |
| 1995  | Keizō Hino          | Hikari (光)                                                                  |                                        |
|       | Haruki Murakami     | Nejimakidori kuronikuru (ねじまき鳥クロニクル)                               | Chroniques de l'oiseau à ressort       |
| 1996  | non décerné         |                                                                              |                                        |
| 1997  | Ryū Murakami        | In za miso-sūpu (イン・ザ・ミソスープ)                                       | Miso Soup                              |
|       | Nobuo Kojima        | Uruwashiki hibi (うるわしき日々)                                             |                                        |
| 1998  | Kunio Ogawa         | Hashisshi gyangu (ハシッシ・ギャング)                                        |                                        |
|       | Noboru Tsujihara    | Tobe kirin (翔べ麒麟)                                                        |                                        |
| 1999  | Yasutaka Tsutsui    | Watashi no gurampa (わたしのグランパ)                                        |                                        |
|       | Taku Miki           | Hadashi to kaigara (裸足と貝殻)                                              |                                        |
| 2000  | Naoyuki Ii          | Nigotta gekiryū ni kakaru hashi (濁った激流にかかる橋)                       |                                        |
|       | Eimi Yamada         | A2Z                                                                          |                                        |
| 2001  | Anna Ogino          | Horafuki-Anri no bōken (ホラ吹きアンリの冒険)                                |                                        |
| 2002  | Minae Mizumura      | Honkaku shōsetsu (本格小説)                                                  | Tarô, un vrai roman                    |
| 2003  | Yōko Ogawa          | Hakase no aishita sūshiki (博士の愛した数式)                                 | La Formule préférée du professeur      |
| 2004  | Hisaki Matsuura     | Hantō (半島)                                                                 |                                        |
| 2005  | Toshiyuki Horie     | Kagan bōjitsushō (河岸忘日抄)                                                |                                        |
|       | Katsusuke Miyauchi  | Shōshin (焼身)                                                               |                                        |
| 2006  | non décerné         |                                                                              |                                        |
| 2007  | Rieko Matsuura      | Kenshin (犬身)                                                               |                                        |
| 2008  | Kurosawa Sō         | Kamome no hi (かもめの日)                                                    |                                        |
| 2009  | Takamura Kaoru      | Taiyō o hiku uma (太陽を曳く馬)                                              |                                        |
| 2010  | Natsuo Kirino       | Nanika aru (ナニカアル)                                                      |                                        |
| 2011  | non décerné         |                                                                              |                                        |
| 2012  | Yōko Tawada         | Kumo o tsukamu hanashi (雲をつかむ話)                                        |                                        |
|       | Matsuie Masashi     | Kazan no fumoto de (火山のふもとで)                                          |                                        |
| 2013  | Kiyoko Murata       | Yûjokô (ゆうじょこう)                                                        | Fille de joie                          |
| 2014  | Hiromi Kawakami     | Suisei (水声)                                                                | Soudain, j'ai entendu la voix de l'eau |
|       | Tomoyuki Hoshino    | Yoru wa owaranai (夜は終わらない)                                            |                                        |
| 2015  | Hideo Furukawa      | On'na-tachi Sanbyakunin no uragiri no sho (女たち三百人の裏切りの書)         |                                        |
| 2016  | Hideo Levy          | Mohan gō (模範郷)                                                            |                                        |
| 2017  | Akira Higashiyama   | Boku ga koroshita hito to boku o koroshita hito (僕が殺した人と僕を殺した人) |                                        |
| 2018  | Keiichirō Hirano    | Aru otoko (ある男)                                                           |                                        |
| 2019  | Masahiko Shimada    | Kimi ga itandatta koro (君が異端だった頃)                                    |                                        |
| 2020  | non décerné         | -                                                                            |                                        |
| 2021  | Nao Kawamoto        | Julian Butler no shinjitsu no shōgai (ジュリアン・バトラーの真実の生涯)      |                                        |
| 2022  | Aki Satō            | Yorokobe, saiwainaru tamashī yo (喜べ、幸いなる魂よ)                         |                                        |
| 2023  | Mieko Kawakami      | Kiiroi ie (黄色い家)                                                         |                                        |

### Théâtre/Scénario
| Année | Vainqueur         | Titre récompensé                                                              |
| ----- | ----------------- | ----------------------------------------------------------------------------- |
| 1949  | non décerné}      |                                                                               |
| 1950  | non décerné       |                                                                               |
| 1951  | Miyoshi Jūrō      | Honō no hito u. a.                                                            |
| 1952  | Tsuneari Fukuda   | Ryū o nadeta otoko                                                            |
| 1953  | non décerné       |                                                                               |
| 1954  | Tanaka Chikao     | Kyōiku u. a.                                                                  |
| 1955  | non décerné       |                                                                               |
| 1956  | non décerné       |                                                                               |
| 1957  | non décerné       |                                                                               |
| 1958  | non décerné       |                                                                               |
| 1959  | non décerné       |                                                                               |
| 1960  | non décerné       |                                                                               |
| 1961  | Mishima Yukio     | Tōka no kiku                                                                  |
| 1962  | non décerné       |                                                                               |
| 1963  | non décerné       |                                                                               |
| 1964  | Mitsuo Nakamura   | Kiteki-issei                                                                  |
| 1965  | Hideji Hōjō       | Hōjō Hideji gikyoku senshū                                                    |
| 1966  | non décerné       |                                                                               |
| 1967  | Iizawa Tadasu     | Gonin no moyono                                                               |
| 1968  | non décerné       |                                                                               |
| 1969  | non décerné       |                                                                               |
| 1970  | non décerné       |                                                                               |
| 1971  | non décerné       |                                                                               |
| 1972  | Yashiro Seiichi   | Sharaku-kō                                                                    |
| 1973  | non décerné       |                                                                               |
| 1974  | Abe Kōbō          | Midoriiro no stocking (Midoriiro no sutokkingu)                               |
| 1975  | Akimoto Matsuyo   | Shichinin masaki                                                              |
| 1976  | non décerné       |                                                                               |
| 1977  | non décerné       |                                                                               |
| 1978  | Kinoshita Junji   | Shigosen no matsuri                                                           |
| 1979  | Hisashi Inoue     | Shimijimi nihon – Nogi-taishō, Kobayashi Issa                                 |
| 1980  | non décerné       |                                                                               |
| 1981  | non décerné       |                                                                               |
| 1982  | non décerné       |                                                                               |
| 1983  | Shimizu Kunio     | Elegy (Erejī)                                                                 |
| 1984  | Masakazu Yamazaki | Oidipussu shōten                                                              |
| 1985  | non décerné       |                                                                               |
| 1986  | non décerné       |                                                                               |
| 1987  | Minoru Betsuyaku  | Shokoku o henreki suru futari no kishi no monogatari                          |
| 1988  | non décerné       |                                                                               |
| 1989  | non décerné       |                                                                               |
| 1990  | Tsuka Kōhei       | Hiryūden ’90 – satsuriku no aki                                               |
| 1991  | non décerné       |                                                                               |
| 1992  | Tsutsumi Harue    | Kanadehon Hamlet (Kanadehon Hamuretto)                                        |
| 1993  | non décerné       |                                                                               |
| 1994  | Fukuda Yoshiyuki  | Watashi no downtown – Haha no shashin (Watashi no dauntaun – Haha no shashin) |
| 1995  | Tekuchi Jūichirō  | Tsuki no hikari                                                               |
| 1996  | non décerné       |                                                                               |
| 1997  | Iwamatsu Ryō      | TV days (Terebi deizu)                                                        |
|       | Makino Nozomi     | Tōkyō genshikaku club (Tōkyō genshikaku kurabu)                               |
| 1998  | Matsuda Masataka  | Natsu no suna no ue                                                           |
| 1999  | non décerné       |                                                                               |
| 2000  | Nagai Ai          | Hagike no sanshimai                                                           |
| 2001  | Kankurō Kudō      | GO                                                                            |
| 2002  | Yōji Sakate       | Yaneura                                                                       |
| 2004  | Jūrō Kara         | Doroningyo                                                                    |
| 2005  | non décerné       |                                                                               |
| 2006  | Hishida Shin'ya   | Poudre – oshiroi (Paudā – oshiroi)                                            |
| 2007  | Miwa Nishikawa    | Yureru                                                                        |
|       | Hideki Noka       | Rope (Rōpu)                                                                   |

### Critique/Biographie
| Année | Vainqueur                      | Titre récompensé                                       |
| ----- | ------------------------------ | ------------------------------------------------------ |
| 1949  | Suekichi Aono                  | Gendai-bungaku-ron                                     |
| 1950  | Katsuichirō Kamei              | Kyonendo no shosakuhin                                 |
| 1951  | Mitsuo Nakamura                | Kyonendo no shorombun                                  |
| 1952  | Kobayashi Hideo                | Gogh no tegami                                         |
| 1953  | Tetsutarō Kawakami             | Watashi no shi to shinjitsu                            |
| 1954  | Takahashi Yoshitaka            | Mori Ōgai                                              |
| 1955  | Kenkichi Yamamoto              | Koten to gendai-bungaku                                |
|       | Junzō Karaki                   | Chūsei no bungaku                                      |
| 1956  | Ken'ichi Yoshida               | Shakespeare                                            |
| 1957  | Abe Yoshishige                 | Iwanami Shigeo den                                     |
| 1958  | Mitsuo Nakamura                | Futabatei Shimei den                                   |
|       | Chiya Michio                   | Hidejūrō yawa                                          |
| 1959  | Yoshirō Nagayo                 | Waga kokoro no henreki                                 |
| 1960  | Tsuneari Fukuda                | Watashi no kokugo-kyōshitsu                            |
|       | Aoyagi Mizuho                  | Sasayaka na nihon-hakkutsu                             |
| 1961  | Michio Takeyama                | Auslandsreiseberichte                                  |
| 1962  | Kenkichi Yamamoto              | Kakinomoto Hitomaro                                    |
|       | Andō Tsuguo                    | Yodogawauta no shūhen                                  |
| 1963  | Fukuhara Rintarō               | Charles Lamb den                                       |
| 1964  | Kyūya Fukada                   | Nihon-hyakumeizan                                      |
| 1965  | Yanagida Izumi                 | Meiji-shoki no bungaku-shisō                           |
| 1966  | Gotō Ryō                       | Masamune Hakuchō                                       |
| 1967  | Fujigawa Hideo                 | Edo-shoki no shijintachi                               |
| 1968  | Shiotani San                   | Kōda Rohan                                             |
| 1969  | Kusano Shimpei                 | Waga Kōtarō                                            |
|       | Tanaka Michitarō               | Jinseironfū ni                                         |
| 1970  | non décerné                    |                                                        |
| 1971  | Makoto Ooka                    | Ki no Tsurayuki                                        |
| 1972  | Yamazaki Masakazu              | Ōgai: tatakau kachō                                    |
| 1973  | Maruya Saiichi                 | Gotobain                                               |
| 1974  | Ikeda Kentarō                  | Puschkin den                                           |
| 1975  | non décerné                    |                                                        |
| 1976  | Itō Shinkichi                  | Hagiwara Sakutarō                                      |
|       | Taeko Kōno                     | Tanizaki bungaku to kōtei no yokubō                    |
| 1977  | Shigehiko Hasumi               | Han=nihongoron                                         |
| 1978  | Shūsaku Endō                   | Christo no tanjō                                       |
| 1979  | Saeki Shōichi                  | Monogatari-geijutsuron                                 |
| 1980  | Kawatake Toshio                | Sakusha no ie                                          |
|       | Jun Ishikawa                   | Edo-bungaku-shōki                                      |
| 1981  | Takahashi Hideo                | Shiga Naoya                                            |
| 1982  | non décerné                    |                                                        |
| 1983  | Kōichi Isoda                   | Rokumeikan no keifu                                    |
|       | Kawamura Jirō                  | Uchida Hyakken ron                                     |
| 1984  | Donald Keene                   | Hyakudai no kakaku (traduction de Kanaseki Hisao )     |
|       | Ueda Miyoji                    | Kono yo kono sei                                       |
| 1985  | non décerné                    |                                                        |
| 1986  | Egawa Taku                     | Nazotoki „Zeni to batsu“                               |
| 1987  | Mochizuki Yōko                 | Hepburn no shōgai to nihongo                           |
| 1988  | Shōhei Ōoka (à titre posthume) | Shōsetsuka Natsume Sōseki                              |
| 1989  | Shin'ichirō Nakamura           | Kakizaki Hakyō no shōgai                               |
|       | Yamamoto Natsuhiko             | Musōan-monogatari                                      |
| 1990  | Minako Oba                     | Tsuda Umeko                                            |
| 1991  | Minoru Nakamura                | Tsukanoma no gen'ei: dōhangaka Komai Tetsurō no shōgai |
| 1992  | Hidekazu Yoshida               | Manet no shōzō                                         |
|       | Nakazawa Shin'ichi             | Mori no baroque                                        |
| 1993  | Taeko Tomioka                  | Naka Kansuke no koi                                    |
|       | Chō Kyō                        | Koi no chūgoku-bummeishi                               |
| 1994  | non décerné                    |                                                        |
| 1995  | Miura Masashi                  | Shintai no reido                                       |
| 1996  | Kawamoto Saburō                | Kafū to Tōkyō                                          |
|       | Matsuyama Iwao                 | Gunshū                                                 |
| 1997  | Watanabe Tamotsu               | Mokuami no meiji-ishin                                 |
| 1998  | Tanabe Seiko                   | Dōtombori no ame ni wakarete irai nari                 |
| 1999  | Kashima Shigeru                | Paris fūzoku                                           |
| 2000  | non décerné                    |                                                        |
| 2001  | non décerné                    |                                                        |
| 2002  | Noguchi Takehiko               | Bakumatsu-kibun                                        |
| 2004  | Numano Mitsuyoshi              | Utopia-bungakuron                                      |
| 2005  | Maeda Hayao                    | Yotaaruki Kikuchi Sansai no hito to gakumon            |
| 2006  | Tsutsui Kiyotada               | Saijū Yaso                                             |
| 2007  | Arashiyama Kōzaburō            | Akutō Bashō                                            |

### Poésie/Haïku
| Année | Vainqueur                       | Titre récompensé             |
| ----- | ------------------------------- | ---------------------------- |
| 1949  | Mokichi Saitō                   | Tomoshibi                    |
|       | Kusano Shimpei                  | Kaeru no uta                 |
| 1950  | Kōtarō Takamura                 | Tenkei                       |
| 1951  | Satō Satarō                     | Kichō                        |
| 1952  | Haruo Satō                      | Satō Haruo zenshishū         |
| 1953  | Takashi Matsumoto               | Sekikon                      |
|       | Mitsuharu Kaneko                | Ningen no higeki             |
| 1954  | Hakyō Ishida                    | Ishida Hakyō zenkushū        |
| 1955  | non décerné                     |                              |
| 1956  | Junzaburō Nishiwaki             | Daisan no shinwa             |
| 1957  | Gotō Miyoko                     | Shinshū haha no kashū        |
|       | Ubukata Tatsue                  | Shiroi kaze no naka de       |
| 1958  | Hideo Yoshino                   | Yoshino Hideo kashū          |
|       | Daigaku Horiguchi               | Yūbe no niji                 |
| 1959  | Shirō Murano                    | Bōyōki                       |
| 1960  | Ozawa Hekidō (à titre posthume) | Hekidō kushū                 |
| 1961  | Shūji Miya                      | Ōku yoru no uta              |
| 1962  | Tatsuji Miyoshi                 | Miyoshi Tatsuji zenshishū    |
| 1963  | Asano Akira                     | Kanshoku                     |
| 1964  | Kurahara Shinjirō               | Iwana                        |
| 1965  | Naka Tarō                       | Ongaku                       |
|       | Minoru Shibōta                  | Irino                        |
| 1966  | Minoru Shibōta                  | Teihon Kinoshita Yūji shishū |
|       | Yūji Kinoshita                  |                              |
| 1967  | Tsuchiya Bummei                 | Seinanshū, Zokuseinanshū     |
| 1968  | Yasuo Irisawa                   | Waga Izumo, waga chinkon     |
|       | Iida Ryūta                      | Bōon                         |
| 1969  | Yamamoto Tarō                   | Haōki                        |
| 1970  | Ogata Noboru                    | Gyobutsu shishū              |
|       | Hatsui Shizue                   | Tōjibai                      |
|       | Nozawa Setsuko                  | Hōchō                        |
| 1971  | Yoshino Hiroshi                 | Kanshō-ryokō                 |
|       | Tsubono Tekkyū                  | Hekigan                      |
| 1972  | Okazaki Seiichirō               | Shun'ōten                    |
|       | Tamaki Tōru                     | Kyūboku                      |
| 1973  | non décerné                     |                              |
| 1974  | Ono Tōzaburō                    | Kyozetsu no ki               |
| 1975  | Yoshida Masatoshi               | Nagaruru kumo                |
|       | Kadokawa Minayoshi              | Saigyō no hi                 |
| 1976  | Minoru Nakamura                 | Hamushi no tobu fūkei        |
| 1977  | Tsunao Aida                     | Yuigon                       |
|       | Mori Sumio                      | Riso                         |
| 1978  | Taya Ei                         | Hahakoi                      |
| 1979  | Takenaka Iku                    | Polka, Mazurka               |
| 1980  | Kuzuhara Shigeru                | Gen: sambusaku-kashū         |
| 1981  | Amano Tadashi                   | Shiyūchi                     |
|       | Shiba Ryōtarō                   | Hitobito no ashioto          |
| 1982  | Yamazaki Eiji                   | Yamazaki Eiji shishū         |
|       | Shuntarō Tanikawa               | Hibi no chizu                |
| 1983  | Kadokawa Haruki                 | Nagasareō                    |
| 1984  | Ryūichi Tamura                  | Dorei no yorokobi            |
| 1985  | Saitō Fumi                      | Watariyukamu                 |
|       | Hideo Takubo                    | Kaizu                        |
| 1986  | non décerné                     |                              |
| 1987  | Okano Hirohiko                  | Ame no tazumura              |
|       | Mutsuo Takahashi                | Keiko onjiki                 |
| 1988  | Kitamura Tarō                   | Minato no hito               |
| 1989  | Kiyooka Takayuki                | Fushigi na kagami no mise    |
|       | Yoshikichi Furui                | Kari ōjōden shibun           |
| 1990  | Kawasaki Tenkō                  | Natsu                        |
| 1991  | Shibusawa Takasuke              | Teichō-shiki                 |
| 1992  | Manabe Kureo                    | Yukionna                     |
| 1993  | Akiko Baba                      | Akofu                        |
|       | Hiraide Takashi                 | Hidarite nikki reigen        |
| 1994  | Suzuki Masajo                   | Miyakodori                   |
| 1995  | Itō Kazuhiko                    | Umigō no uta                 |
| 1996  | Takahashi Junko                 | Toki no ame                  |
|       | Kazuko Shiraishi                | Arawareru monotachi o shite  |
| 1997  | Mae Toshio                      | Seidōji                      |
| 1998  | Nagata Kazuhiro                 | Aeba                         |
| 1999  | Arakawa Yōji                    | Kūchū no gumi                |
| 2000  | Tada Chimako                    | Nagai kawa no aru kuni       |
| 2001  | Taijirō Amazawa                 | Yūmei gūrinka                |
| 2002  | Hasegawa Kai                    | Kokū                         |
| 2004  | Kuriki Kyōko                    | Natsu no ushiro              |
| 2005  | Iijima Kōichi                   | Amerika                      |
|       | Okai Takashi                    | Tonakai-jidai ima ka kimukau |
| 2006  | Minoru Ozawa                    | Shunkan                      |
| 2007  | Tsujii Takashi                  | Washi ga ite                 |
| 2011  | Yukitsuna Sasaki                |                              |

### Travaux universitaires/Traduction
| Année | Vainqueur          | Titre récompensé                                          |
| ----- | ------------------ | --------------------------------------------------------- |
| 1949  | Hinatsu Kōnosuke   | Kaitei-zōho Meiji-Taishō-shishi                           |
| 1950  | Watsuji Tetsurō    | Sakoku                                                    |
| 1951  | Suzuki Shintarō    | Stéphane Mallarmé shishū kō                               |
| 1952  | Yonekawa Masao     | Dostojewski zenshū yaku                                   |
| 1953  | Satō Teruo         | Villon shi kenkyū                                         |
| 1954  | Fukase Motohiro    | Elliot                                                    |
| 1955  | Shomu Nobori       | Rossija-Soviet bungakushi                                 |
| 1956  | Kōno Yoichi        | Plutarch eiyūtsute yaku                                   |
| 1957  | Kenji Takahashi    | Hesse kenkyū to sono yakugyō                              |
|       | Tōgō Tomiji        | Ryōkan                                                    |
| 1958  | Kure Shigeichi     | Homer „Illias“ yaku                                       |
| 1959  | Kazuo Watanabe     | Sen’ichiya Monogatari yaku                                |
|       | Satō Masaaki       | Sen’ichiya Monogatari yaku                                |
|       | Okabe Masataka     | Sen’ichiya Monogatari yaku                                |
| 1960  | Fukuhara Rintarō   | Thomas Gray kenkyū shō                                    |
| 1961  | Doi Kōchi          | Kodai densetsu to bungaku                                 |
|       | Kawamori Yoshizō   | Furansu bundanshi                                         |
| 1962  | Hoshikawa Kiyotaka | Soji no kenkyū                                            |
| 1963  | Hoshikawa Kiyotaka | Man’yōshū no hikaku-bungakuteki-kenkyū                    |
|       | Shirasu Masako     | Nōmen                                                     |
| 1964  | Kazuo Watanabe     | Rabelais „Gargantua to Pantagruel Monogatari“ yaku        |
| 1965  | Nakanishi Godō     | Teihon yachōki                                            |
| 1966  | Shumuta Natsuo     | Sterne „Shinshi Tristram Shandy no shōgai to iken“ yaku   |
|       | Matsumoto Kappei   | Nihon shingekishi                                         |
| 1967  | Tsuneari Fukuda    | Shakespeare zenshū yaku                                   |
| 1968  | non décerné        |                                                           |
| 1969  | Kobori Keiichirō   | Wakaki hi no Mori Ōgai                                    |
|       | Onuma Tan          | Kaichūdokei                                               |
| 1970  | Tezuka Tomio       | Goethe „Faust“ yaku                                       |
| 1971  | Mori Senzō         | Mori Senzō chosakushū                                     |
| 1972  | Kenkichi Yamamoto  | Saishin haiku saijiki                                     |
| 1973  | Suzuki Rikie       | Molière zenshū yaku                                       |
|       | Shōtarō Yasuoka    | Hashire tomahawk (Hashire tomahōku)                       |
| 1974  | Ogata Tsutomu      | Buson jihitsukuchō                                        |
|       | Satō Masaaki       | Baudelaire zatsuwa                                        |
| 1975  | non décerné        |                                                           |
| 1976  | Akiba Tarō         | Nagai Kafū den                                            |
|       | Jugaku Bunshō      | Dante „Shinkyoku“ yaku                                    |
| 1977  | Shirai Kōji        | Albert Camus sono hikari to kage                          |
| 1978  | Senuma Shigeki     | Nihon bundanshi                                           |
| 1979  | Odake Takeo        | „Kanjo“ yaku                                              |
| 1980  | Nakamura Yukihiko  | Kono hotori ichiya shikasen hyōshaku                      |
|       | Seizan Yanagida    | Ikkyū „Kyōunshū“ no sekai                                 |
| 1981  | Minoru Shibōta     | Saitō Mokichi den                                         |
| 1982  | Inagaki Tatsurō    | Inagaki Tatsurō gakugei bunshū                            |
| 1983  | Noma Kōshin        | Sampo Saikaku nempu kōshō                                 |
|       | Izutsu Toshihiko   | Ishiki to honshitsu                                       |
| 1984  | non décerné        |                                                           |
| 1985  | Kanno Akimasa      | Stéphane Mallarmé                                         |
|       | Matsudaira Chiaki  | Xenophon „Anabasis“ yaku                                  |
| 1986  | Watanabe Tamotsu   | Musumedōjōji                                              |
| 1987  | non décerné        |                                                           |
| 1988  | Nakai Hisao        | „Kaváfis zenshishū“ yaku                                  |
| 1989  | non décerné        |                                                           |
| 1990  | Hirakawa Sukehiro  | Manzoni „Ii nazuke“ yaku                                  |
| 1991  | Mori Ryō           | Mori Ryō yaku shishū bankoku senka                        |
|       | Sō Aono            | Haha yo                                                   |
| 1992  | non décerné        |                                                           |
| 1993  | Ogawa Kazuo        | Byron „Don Juan“ yaku                                     |
|       | Susumu Ōno         | Kakarimusubi no kenkyū                                    |
| 1994  | Sawazaki Junnosuke | W. C. Williams „Patterson“ yaku                           |
|       | Kuroi Senji        | Curtain call (Kāten kōru)                                 |
| 1995  | non décerné        |                                                           |
| 1996  | Katsuhide Shinoda  | Guillaume de Lorris, Jean de Meung „Bara Monogatari“ yaku |
| 1997  | non décerné        |                                                           |
| 1998  | Ibi Takashi        | Edo shiika ron                                            |
|       | Kudō Yukio         | Bruno Schulz zenshū yaku                                  |
| 1999  | non décerné        |                                                           |
| 2000  | Iwasa Miyoko       | Kōgon-in gyoshū zenshaku                                  |
| 2001  | Shimizu Tōru       | Shomotsu ni tuite                                         |
|       | Suzuki Michihiko   | Proust „Ushinawareta toki o motomete“ yaku                |
| 2002  | Takamatsu Yūichi   | Igirisu kindai-shihō                                      |
| 2004  | Tanizawa Eiichi    | Bungōtachi no ōgenka                                      |
| 2005  | non décerné        |                                                           |
| 2006  | non décerné        |                                                           |
| 2007  | Watanabe Moriaki   | Roland Barthes „Racine“ yaku                              |

### Essais/Récits de voyage
| Année | Vainqueur         | Titre récompensé                       |
| ----- | ----------------- | -------------------------------------- |
| 1967  | Ikuma Dan         | Pipe no kemuri                         |
| 1968  | Tatsuo Nagai      | Waga kirinukichō yori                  |
| 1969  | non décerné       |                                        |
| 1970  | Ton Satomi        | Godai no tami                          |
| 1971  | Hanamori Yasuji   | Issen gorin no tabi                    |
|       | Masuji Ibuse      | Waseda no mori                         |
| 1972  | Shirasu Masako    | Kakurezato                             |
| 1973  | Ishikawa Keirō    | Haijin fūkyō retsuden                  |
| 1974  | non décerné       |                                        |
| 1975  | Fujio Noguchi     | Waga Kafū                              |
| 1976  | non décerné       |                                        |
| 1977  | Uryū Takuzō       | Hinoharamura kibun                     |
|       | Mori Sumio        | Riso                                   |
| 1978  | Takayuki Kiyōka   | Geijutsuteki na akushu                 |
| 1979  | Takeda Yuriko     | Inu ga hoshi mita roshia-ryokō         |
| 1980  | Tanaka Sumie      | Hana no hyakumeizan                    |
| 1981  | Okumoto Daisaburō | Mushi no uchūshi                       |
| 1982  | Kuroda Suehisa    | Pygmy chimpanzee                       |
|       | Honda Shūgo       | Furui kioku no ido                     |
| 1983  | non décerné       |                                        |
| 1984  | Kinoshita Junji   | Zembu uma no hanashi                   |
| 1985  | Ineko Sata        | Tsuki no en                            |
| 1986  | Miyamoto Tokuzō   | Rikishi hyōhaku                        |
|       | Ryōtarō Shiba     | Roshia ni tsuite                       |
| 1987  | Kondō Keitarō     | Okumura Dogyū                          |
|       | Sugimoto Hidetarō | Tsurezuregusa                          |
| 1988  | Chin Shunshin     | Chaji-henro                            |
| 1989  | Takada Hiroshi    | Ki ni au                               |
| 1990  | non décerné       |                                        |
| 1991  | Kanaseki Hisao    | Gendai-geijutsu no epokku eroiku       |
| 1992  | Ikezawa Natsuki   | Haha naru shizen no oppai              |
| 1993  | non décerné       |                                        |
|       | Hiraide Takashi   | Hidarite nikki reigen                  |
| 1994  | Mari Yonehara     | Fujitsu na bijo ka teishuku na busu ka |
| 1995  | Shōtarō Yasuoka   | Hate mo nai dōchūki                    |
| 1996  | Itō Shinkichi     | Kangokuura no shijintachi              |
| 1997  | Kawamori Yoshizō  | Tōson no Pari                          |
| 1998  | non décerné       |                                        |
| 1999  | Seki Yōko         | Geizukushi Chūshingura                 |
| 2000  | Takashima Toshio  | Sōseki no natsuyasumi                  |
| 2001  | Hiroyuki Agawa    | Shokumi fūfūroku                       |
| 2002  | Mikirō Sasaki     | Ajia kaidō kikō                        |
| 2004  | Wakashima Tadashi | Ranshi dokusha no eibei tampen kōgi    |
| 2005  | non décerné       |                                        |
| 2006  | Kawashima Hideaki | Itaria yudayajin no fūkei              |
| 2007  | Miyasaka Shizuo   | Katarikakeru kigo yuruyakana nihon     |

## Jury
Les membres du comité de sélection sont :
- Natsuki Ikezawa
- Hisashi Inoue
- Kanno Akimasa
- Kawamoto Saburō
- Kawamura Jirō
- Numano Mitsuyoshi
- Okano Hirohiko
- Makoto Ooka
- Tomioka Taeko
- Yūko Tsushima
- Yamazaki Masakazu

## Source de la traduction
- (de) Cet article est partiellement ou en totalité issu de l’article de Wikipédia en allemand intitulé « Yomiuri-Literaturpreis » (voir la liste des auteurs).